# Kärlek i Europa
Kärlek i Europa är en självbiografisk roman av den svenska författaren Birgitta Stenberg, utgiven på Norstedts Förlagsgrupp 1981.
Boken var den första i en svit av självbiografiska böcker av Stenberg. Miljöerna och karaktärerna i boken är delvis tagna från hennes pjäs Caroll, vilken refuserats av Albert Bonniers Förlag 1952. I en intervju i Dagens Nyheter 2004 menade Stenberg att Kärlek i Europa inte fick det mottagande den förtjänade eftersom recensenterna inte ville se vad den egentligen skildrade: mäns förtryck av kvinnor.
Boken är en av titlarna i boken Tusen svenska klassiker (2009).

## Utgåvor
- Stenberg, Birgitta (1981). Kärlek i Europa: Stockholm, Paris, Cannes, Stockholm, Capri, Rom. Stockholm: Norstedt. Libris 7153362. ISBN 91-1-812262-0
- Stenberg, Birgitta (1981) (på obestämt språk). Kärlek i Europa Stockholm Paris Cannes : Stockholm Capri Rom / Box 2 .. Enskede: TPB. Libris 11534041
- Stenberg, Birgitta (1983). Kärlek i Europa: Stockholm Paris Cannes Stockholm Capri Rom. MånPocket, 99-0184541-6 ([Ny utg.]). Stockholm: MånPocket. Libris 7654091. ISBN 91-7642-113-9
- Stenberg, Birgitta (1988). Kärlek i Europa (Ny pocketutg.). Stockholm: Norstedt. Libris 7154946. ISBN 91-1-882191-X
- Stenberg, Birgitta (1994). Kärlek i Europa: [roman] ([Ny utg.]). Stockholm: Wahlström & Widstrand. Libris 7282085. ISBN 91-46-16598-3
- Stenberg, Birgitta (2004). Kärlek i Europa. En Panpocket från Norstedts ([Ny utg.]). Stockholm: Pan. Libris 9492613. ISBN 91-7263-517-7
- Stenberg, Birgitta (2005). Kärlek i Europa Stockholm Paris Cannes : Stockholm Capri Rom. Enskede: TPB. Libris 11517676
- Stenberg, Birgitta (2010). Kärlek i Europa ([Ny utg.]). Stockholm: Norstedt. Libris 11829189. ISBN 978-91-1-303053-1